# Opava
Opava (německy Troppau, slezskoněmecky Tropp, polsky Opawa, slezsky Uopawa/Uopava, latinsky Opavia/Oppavia) je statutární město v okrese Opava v Moravskoslezském kraji. Leží v Opavské pahorkatině na řece Opavě a žije zde přibližně 55 tisíc obyvatel; po Ostravě a Havířově jde tedy o třetí největší město Moravskoslezského kraje. Původně byla centrem Opavského knížectví a v letech 1742 až 1928 hlavním městem rakouského, respektive českého Slezska se zemskými úřady.
Sídlí zde Zemský archiv, Slezské zemské muzeum, Slezské divadlo nebo Slezská univerzita, významnými památkami jsou např. konkatedrála Nanebevzetí Panny Marie, kostel svatého Vojtěcha, radnice Hláska nebo kaple svatého Kříže. Každoročně se ve městě koná festival Bezručova Opava. Sousedními obcemi sídla jsou Slavkov, Vršovice, Holasovice, Otice, Oldřišov, Štítina, Stěbořice, Velké Hoštice, Hlubočec, Mokré Lazce, Raduň, Pustá Polom, Neplachovice, Chvalíkovice, Nové Sedlice a Branka u Opavy.

## Název
Jméno osady bylo převzato ze jména řeky Opavy, na níž leží. Německé jméno je nejprve doloženo v podobě Oppaw, podoba Troppau vznikla ze spojení an der Opa ("na Opavě", míněna řeka), v němž (synkopovaný) člen splynul se samotným jménem.[zdroj?]

## Historie

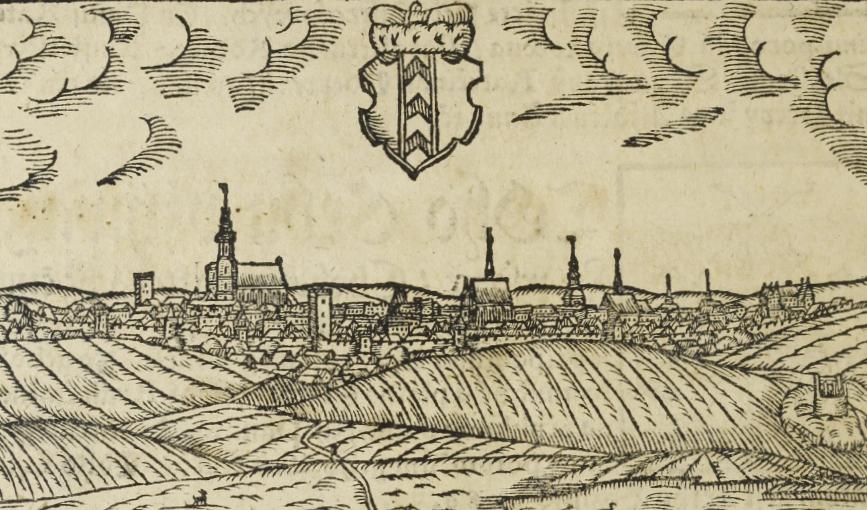
Opava na vedutě Jana Willenberga z roku 1593

Město Opava náleží ke starým sídelním územím. První svědkové osídlení pocházejí v archeologických nálezech již ze starší doby kamenné. Takřka každé období pravěku zde zanechalo své stopy. Poslední z nich bylo slovanské hradiště v Kylešovicích, jehož obyvatelé náleželi s největší pravděpodobností ke kmeni Holasiců, připomínaném v názvu nedaleké obce Holasovice. Středověké osídlení Opavy se konstituovalo patrně ve 12. století v podobě kupecké osady, situované poblíž brodu přes řeku Opavu na obchodní cestě z Moravy do Polska. Tato cesta byla součástí „Jantarové stezky“ spojující Jadran s Baltem. Z roku 1195 pochází také první písemná zpráva o existenci Opavy, o které se ale uvažuje jako o falzu. Význam a postavení kupecké osady stvrdil městský statut, který získala někdy kolem roku 1215. Dekret Přemysla Otakara I. z roku 1224 poprvé hovoří o Opavě již jako o městě.
Jádro osídlení se koncentrovalo na křižovatce obchodních cest v areálu Horního náměstí a rozšiřovalo se podél nich do ulice Mezi trhy a západní části Dolního náměstí. Původní opevnění města bylo tvořeno patrně pouze příkopem a zemními valy opatřenými dřevěnou palisádou, později byly vystavěny kamenné hradby přerušené na třech místech městskými branami – Jaktařskou, Ratibořskou a Hradeckou. Kromě již zmíněných dvou náměstí existoval v té době ještě tržní prostor – Dobytčí trh – v místech dnešní Masarykovy ulice. V prostoru Horního náměstí, v místech pozdější Hlásky, vznikl v roce 1327 kupecký dům, nejstarší obchodní centrum města. Ve městě byla od konce 13. století mincovna, na jejímž místě byl v 80. letech 20. století vybudován moderní hotel Koruna. Opavské Přemyslovce na opavském knížecím trůně vystřídal syn krále Jiřího z Poděbrad, Viktorín z Poděbrad, který byl posléze donucen ustoupit nárokům syna uherského krále Matyáše, Jana Korvína. Po smrti Matyášově se však neudržel ani on a Opavské knížectví bylo podřízeno přímo českým králům.
V 16. století byla Opava silně zasažena reformací a většina obyvatel náležela v předbělohorském období k protestantům. Opavští se dostávali do ostrých konfliktů zejména s olomouckými biskupy. Na odpor ze strany protestantů narazilo i udělení opavského knížectví Karlovi z Lichtenštejna císařem Matyášem v roce 1613. Za třicetileté války byla Opava v roce 1626 bez boje vydána žoldnéřům dánského krále, několikrát byla obsazena i Švédy. Velkou pohromu znamenal pro Opavu požár v roce 1689. V roce 1625 byl do Opavy povolán jezuitský řád a o pět let později zde bylo založeno jezuitské gymnázium. Jezuitská kolej ve Sněmovní ulici byla v letech 1711–1723 přestavěna do barokní podoby, po zrušení jezuitského řádu v roce 1773 připadla stavům. Při gymnáziu bylo v roce 1814 založeno muzeum, nejstarší na území českého státu. Od roku 1853 budova sloužila zemskému sněmu, v současnosti je sídlem Zemského archivu.
Opava zůstala i po ukončení třicetileté války centrem knížectví, samotný význam knížecích pravomocí a tím i význam ústředního města však s postupujícími centralizačními tendencemi habsburské monarchie klesal. Národnostní složení města se postupně měnilo ve prospěch německého obyvatelstva a ve 20. letech 18. století představovali Češi jen asi sedminu obyvatel Opavy.
Porážka Marie Terezie a rozdělení Slezska mezi Prusko a Rakousko vyneslo Opavu do pozice centra rakouského Slezska. Svá sídla si zde vedle úřadů zbudovala řada příslušníků slezské šlechty. Význam Opavy v 19. století podtrhlo i konání tzv. Opavského kongresu neboli také kongresu tzv. Svaté aliance v roce 1820, na němž se sešli evropští panovníci (rakouský císař František I., ruský car Alexandr I. a pruský král Bedřich Vilém III.) a diplomaté.

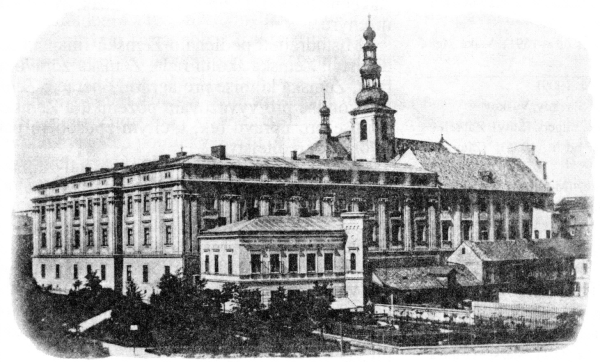
Zemská sněmovna v Opavě k roku 1900

V oblasti průmyslu vzniklo několik převážně textilních podniků. V roce 1825 byl vybudován pivovar, v polovině 19. století vznikly na Jaktařském předměstí dva cukrovary. Významným impulsem pro rozvoj průmyslu bylo otevření železničního spojení v rámci Severní dráhy Ferdinandovy v roce 1855. Jako hlavní město rakouského Slezska byla Opava i významným správním a samosprávním centrem. Sídlil zde Slezský zemský sněm, v jehož čele stál zemský hejtman a zemský výbor. Státní správu pro Slezsko tu vykonával zemský prezident a zemská vláda (místodržitelství). Sídlil zde také zemský soud.
V roce 1883 bylo v Opavě založeno české gymnázium, v roce 1877 Matice opavská. Ve městě vycházel Opavský besedník, pak Opavský týdenník, z německých listů Troppauer Zeitung a další. Politická a národnostní situace se vyhrotila po skončení první světové války, kdy se převážně německy mluvící Opava v závěru roku 1918 stala hlavním městem provincie Sudetenland. Pokus o revoltu vůči tvořícímu se československému státu skončil obsazením města československými vojenskými oddíly bez boje 18. prosince 1918.
Až do 30. listopadu 1928 byla Opava hlavním městem československého Slezska. V souvislosti s vytvořením země Moravskoslezské město přestalo být sídlem zemských úřadů. Ve městě stále výrazně převažovalo německé obyvatelstvo, podléhající zejména ve 2. polovině 30. let nacistické ideologii Henleinovy Sudetoněmecké strany, které naprostou většinou přivítalo připojení k nacistickému Německu v roce 1938. Místní synagoga byla vypálena. Opava se stala hlavním městem jednoho ze tří vládních obvodů v obsazených Sudetech.
Ve druhé světové válce bylo město osvobozeno ve dnech 22. až 24. dubna 1945. Při těžkých bojích byla značná část města poškozena nebo zcela zničena, přes 3000 sovětských vojáků zaplatilo svým životem. Většina původních obyvatel byla vysídlena a město změnilo nejen svůj vzhled, ale i národnostní ráz. Již v říjnu 1945 zahájila činnost stálá profesionální česká scéna Slezského národního divadla v Opavě. V roce 1948 byl v Opavě zřízen Slezský studijní ústav, dnes součást Slezského zemského muzea. V letech 1953–1959 působila ve městě Vyšší škola pedagogická, přenesená pak do Ostravy.
Na Ostrožné ulici, v budově postavené na místě rodného domu Petra Bezruče, byla v roce 1956 otevřena expozice o básníkově životě a díle. Od roku 1958 se na počest básníka koná každoročně v září kulturní festival Bezručova Opava. V rekonstruovaném objektu bývalého dominikánského kláštera působí od roku 1974 Dům umění, pořádající pravidelně ve svých prostorách umělecké výstavy i další kulturní akce. Od roku 1990 je Opava opět statutárním městem. Téhož roku zde zahájila první školní rok Filozofická fakulta Masarykovy univerzity v Brně a na tomto podkladě dne 9. července 1991 schválila ČNR zákon o zřízení Slezské univerzity se sídlem v Opavě.

## Obyvatelstvo

### Počet obyvatel
Žije zde přibližně 55 tisíc obyvatel, kromě toho do města také dojíždí přes 10 tisíc lidí za prací i za studiem. V celé opavské aglomeraci žije kolem 75 tisíc obyvatel. V důsledku okolností, daných i odsunem německojazyčného obyvatelstva, probíhal poválečný rozvoj Opavy pozvolněji. 
| Rok            | 1869   | 1880   | 1890   | 1900   | 1910   | 1921   | 1930   | 1939   | 1947   | 1950   | 1961   | 1970   | 1980   | 1991   | 2001   | 2011   | 2021   |
| -------------- | ------ | ------ | ------ | ------ | ------ | ------ | ------ | ------ | ------ | ------ | ------ | ------ | ------ | ------ | ------ | ------ | ------ |
| Počet obyvatel | 16 608 | 20 562 | 22 867 | 26 748 | 30 762 | 33 457 | 36 030 | 45 740 | 30 273 | 35 576 | 42 458 | 50 275 | 59 384 | 62 815 | 61 382 | 58 351 | 55 146 |

1. ↑  Jednotlivé části Opavy byly připojovány postupně, už v roce 1939 Jaktař, Kateřinky a Kylešovice.[16] Další až s časovým odstupem, v roce 1970 Komárov, Kravařov a Malé Hoštice, roku 1975 Podvihov, v roce 1976 Chvalíkovice (ty se roku 1991 opět osamostatnily), Milostovice, Vávrovice, Vlaštovičky a Zlatníky a v roce 1979 Suché Lazce.[17]
2. ↑  Z toho 21 987 osob národnosti německé a 11 627 československé.[18]

Včetně místních částí:
| Rok            | 1869            | 1880            | 1890   | 1900   | 1910   | 1921   | 1930            | 1950            | 1961            | 1970            | 1980            | 1991   | 2001   | 2011   | 2021   |
| -------------- | --------------- | --------------- | ------ | ------ | ------ | ------ | --------------- | --------------- | --------------- | --------------- | --------------- | ------ | ------ | ------ | ------ |
| Počet obyvatel | 27 011 a 16 608 | 32 105 a 20 562 | 35 698 | 42 043 | 47 361 | 49 366 | 54 263 a 36 030 | 40 663 a 35 576 | 48 091 a 42 458 | 53 269 a 50 275 | 58 778 a 59 384 | 62 815 | 61 382 | 58 351 | 55 146 |
| Počet domů     | 2 057           | 2 383           | 2 542  | 2 872  | 3 200  | 3 506  | 4 611           | 5 051           | 5 160           | 5 582           | 6 144           | 6 568  | 6 817  | 7 426  | 7 791  |

### Struktura obyvatelstva

Věková struktura obyvatel Opavy roku 2011
Rodinný stav obyvatel Opavy roku 2011
Vzdělání obyvatel Opavy roku 2011

## Správa a instituce

Složení zastupitelstva města
ANO 2011 (17)
Společně pro Opavu (ODS, TOP 09) (7)
SPD (5)
Občané městských částí Opavy (3)
Změna pro Opavu (3)
Zelená pro Opavu (2)
KDU-ČSL (2)

### Městská samospráva
V čele města je primátor. V obecních volbách se volí zastupitelstvo, které má 39 členů. Městská rada má podle dohody po volbách v roce 2018 jedenáct členů. Správu města vykonává magistrát. V samosprávných městských částech se navíc volí i vlastní zastupitelstva a působí zde starostové, rady a úřady městských částí.
Po komunálních volbách roku 2022 se utvořila koalice složená ze zastupitelů za ANO 2011, Občanů městských částí Opavy a Zelené pro Opavu, která v zastupitelstvu drží 22 hlasů z 39.

### Členění města

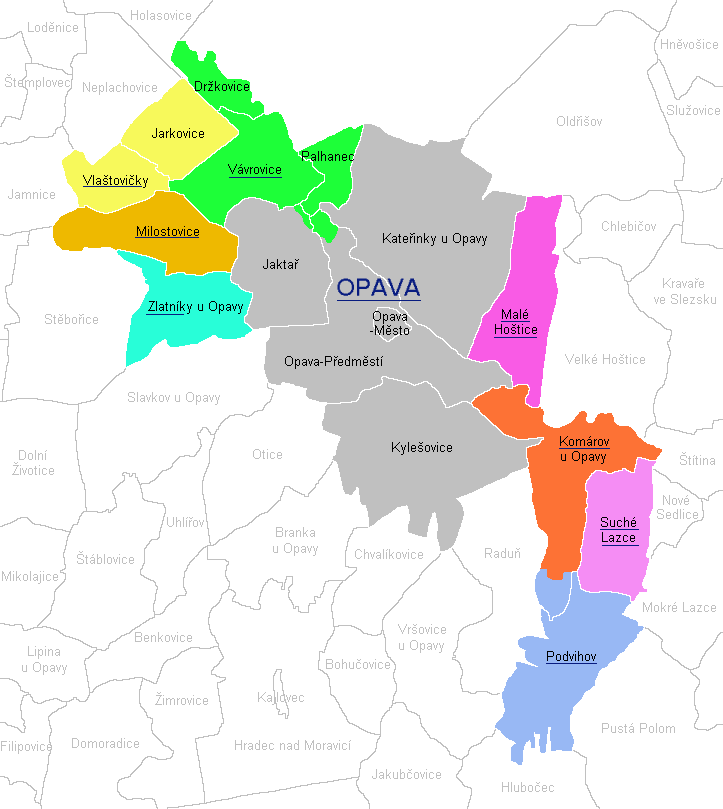
Opavské městské části (barevně, hranice katastrálních území bíle)

Opava je statutárním městem, které je jen zčásti územně členěné. Centrální oblast města se nečlení na městské části a je spravována přímo zastupitelstvem a magistrátem města. Tuto oblast tvoří:
- evidenční část Město (k. ú. Opava-Město)
- většinový díl evidenční části Předměstí (k. ú. Opava-Předměstí) bez základní sídelní jednotky Karlovec
- evidenční část Kateřinky (k. ú. Kateřinky u Opavy)
- evidenční část a katastrální území Kylešovice
- většinový díl evidenční části Jaktař (bez základní sídelní jednotky Vávrovická tvořené čtyřmi dvojdomky)

Okrajové části města jsou rozčleněny do osmi samosprávných městských částí:
- Komárov (evidenční část Komárov tvořená většinou katastrálního území Komárov u Opavy)
- Malé Hoštice (tvořená stejnojmenným katastrálním územím, zahrnujícím evidenční části Malé Hoštice a Pusté Jakartice)
- Milostovice (tvořená stejnojmennou evidenční částí a katastrálním územím)
- Podvihov (katastrální území a evidenční část Podvihov a část katastrálního území Komárov u Opavy, tvořená evidenční částí Komárovské Chaloupky)
- Suché Lazce (tvořená stejnojmennou evidenční částí a katastrálním územím)
- Vávrovice (tvořená evidenční částí Vávrovice na katastrálních územích Vávrovice, Držkovice a Palhanec, a dále základní sídelní jednotkou Karlovec – díl evidenční části Předměstí na katastrálním území Opava-Předměstí, a základní sídelní jednotkou Vávrovická – čtyři dvojdomky v evidenční části a katastrálním území Jaktař)
- Vlaštovičky (tvořená evidenční částí Vlaštovičky na katastrálních územích Vlaštovičky a Jarkovice)
- Zlatníky (tvořená stejnojmennou evidenční částí a katastrálním územím Zlatníky u Opavy)

V letech 1976–1991 byla součástí města i obec Chvalíkovice. Většina území města leží historicky ve Slezsku, ale čtyři z jeho částí (Kravařov, Suché Lazce, Vlaštovičky a Jaktař) patřily k tzv. moravským enklávám ve Slezsku.

### Státní instituce
V Opavě sídlí mj.
- Státní úřad inspekce práce s celorepublikovou působností
- Zemský archiv v Opavě s oblastní působností (kraje Moravskoslezský a Olomoucký)
- Katastrální úřad Moravskoslezského kraje
- Okresní soud v Opavě a Okresní státní zastupitelství v Opavě

## Doprava

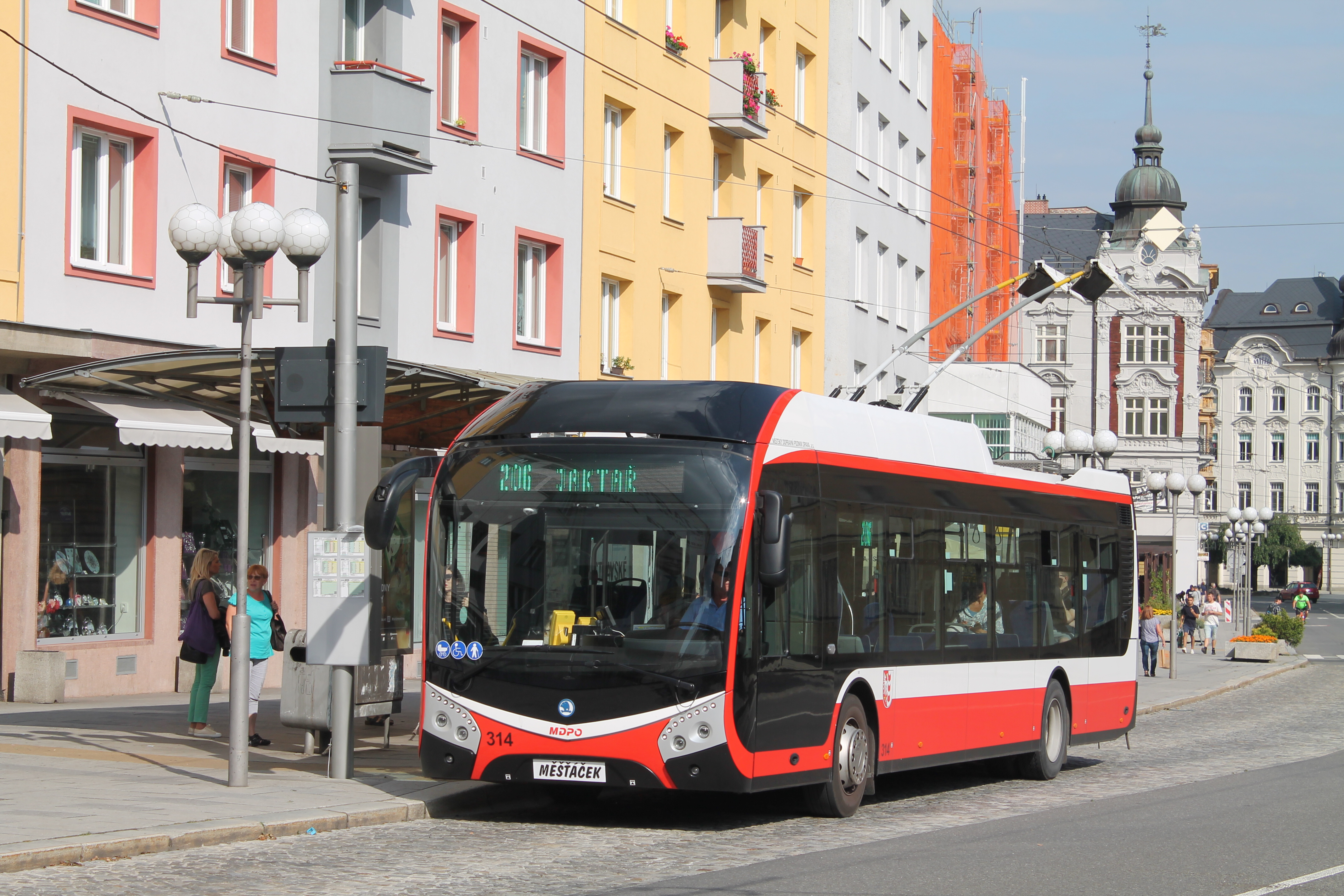
Trolejbus na Horním náměstí

### Železniční a silniční doprava
Opava je poměrně důležitým železničním uzlem, východní nádraží leží na tratích Olomouc–Opava, Opava – Svobodné Heřmanice (původně až do Horního Benešova, od roku 2014 pouze sezonní provoz), Opava – Hradec nad Moravicí, Opava – Hlučín a Ostrava-Svinov – Opava. Všechny osobní a spěšné vlaky jsou integrovány v systému ODIS. To se týká i všech rychlíků do Ostravy a Moravského Berouna.
Na území města se vedle již zmíněné stanice Opava východ nachází tyto železniční stanice a zastávky: Opava západ, Opava zastávka, Opava-Komárov, Kylešovice, Malé Hoštice a Vávrovice. Dále se zde nachází odbočka Moravice, ve které se trať ze stanice Opava východ dělí směrem na Hradec nad Moravicí a Svobodné Heřmanice.
Od 15. června 2015 má město přímé vlakové spojení s Prahou spojem InterCity 513/514 Opava. Ten odjížděl z Opavy v 6:00 a zpět do Opavy přijížděl v 19:59. Od 13. prosince 2015 platí mezi Opavou a Ostravou také jízdní doklady ODIS. Od 13. prosince 2015 do 15. prosince 2018, rovněž mezi Prahou a Opavou, jezdil také posilový vlak InterCity 542/543 Vladislav Vančura. V současném[kdy?] GVD je v provozu kromě vlaků 513/514 také nedělní vlak IC 502 s odjezdem 16:00 a příjezdem do Prahy v 19:19.
Od 10. prosince 2017 jezdil mezi Opavou a Prahou vlak společnosti RegioJet RJ 1002/1013. Odjížděl v 5:05 a zpět do Opavy přijížděl v 19:27.
Do Opavy též ze všech směrů vede několik významných silnic I. třídy. Od Olomouce sem přes Šternberk a Moravský Beroun směřuje silnice I/46, která pokračuje dále na polskou hranici. Z Polska do Opavy také vede přes Krnov silnice I/57, jež přes Hradec nad Moravicí, Nový Jičín, Valašské Meziříčí a Vsetín nakonec končí na hranicích se Slovenskem. Až z Hradce Králové přes Šumperk a Bruntál je sem dovedena silnice I/11, kterou se lze dále dostat do Ostravy. Do Ostravy vede z Opavy přes Hlučín také silnice I/56.

### Městská hromadná doprava
První tramvaje se v Opavě rozjely v roce 1905. Z hlavní tratě mezi Východním nádražím a nemocnicí se odpojovaly dvě tratě odbočné – do Městských sadů a do Kateřinek. Tratě byly prodlužovány v roce 1912 a 1948. V roce 1950 bylo rozhodnuto nahradit nevyhovující tramvaje moderními trolejbusy. Poslední tramvajová trať tak byla zrušena o šest let později.
Trolejbusy, které nahradily tramvajovou dopravu, vyjely poprvé v roce 1952. Jejich síť se postupně rozšiřovala. V 70. a 80. letech byla vzhledem k rekonstrukcím ulic v některých úsecích trolejbusová doprava zastavena. V roce 2002 byla dostavěna nová vozovna v Kylešovicích, která nahradila starší, jež byla původně určena tramvajím.

## Památky, školství a kultura

### Významné stavby

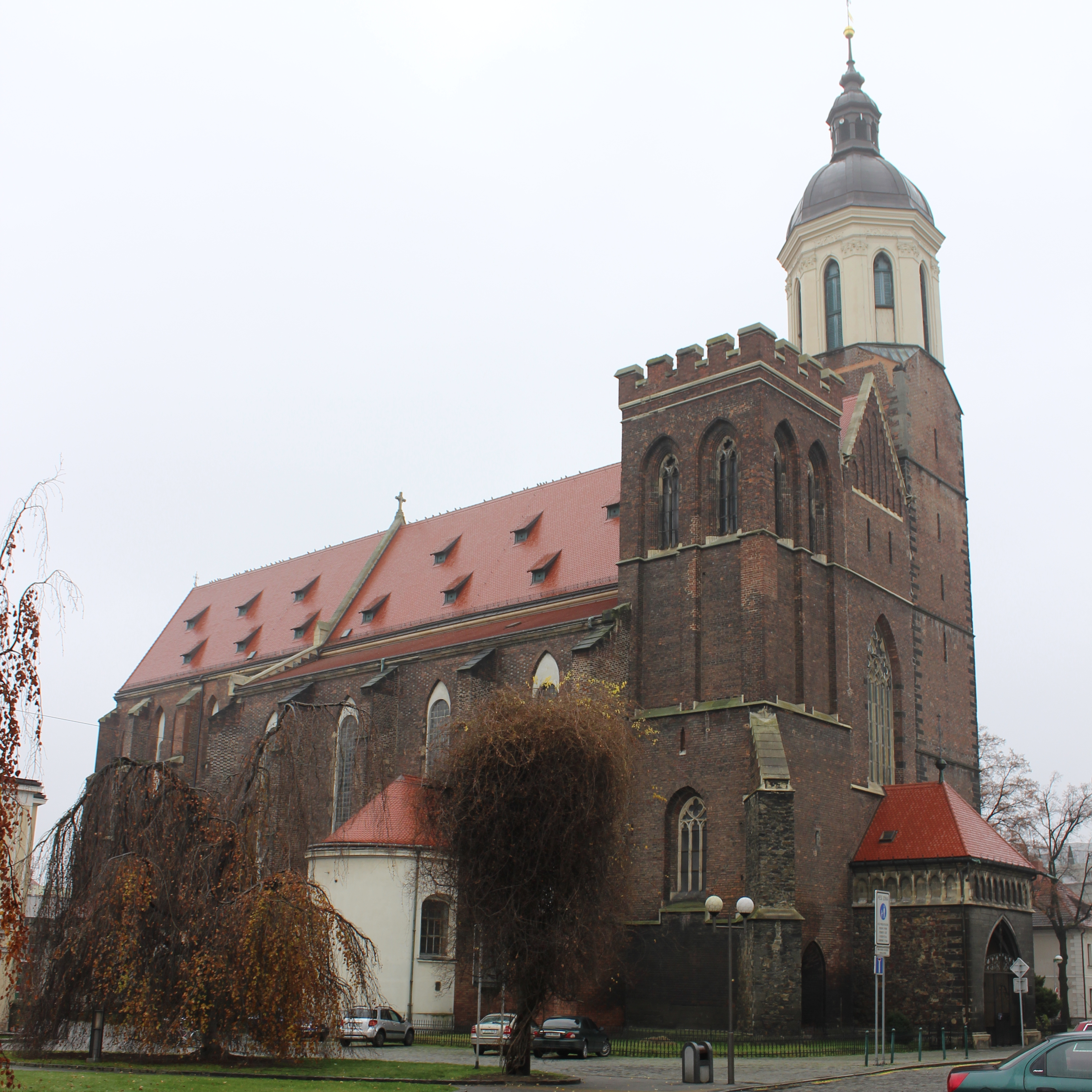
Konkatedrála Nanebevzetí Panny Marie

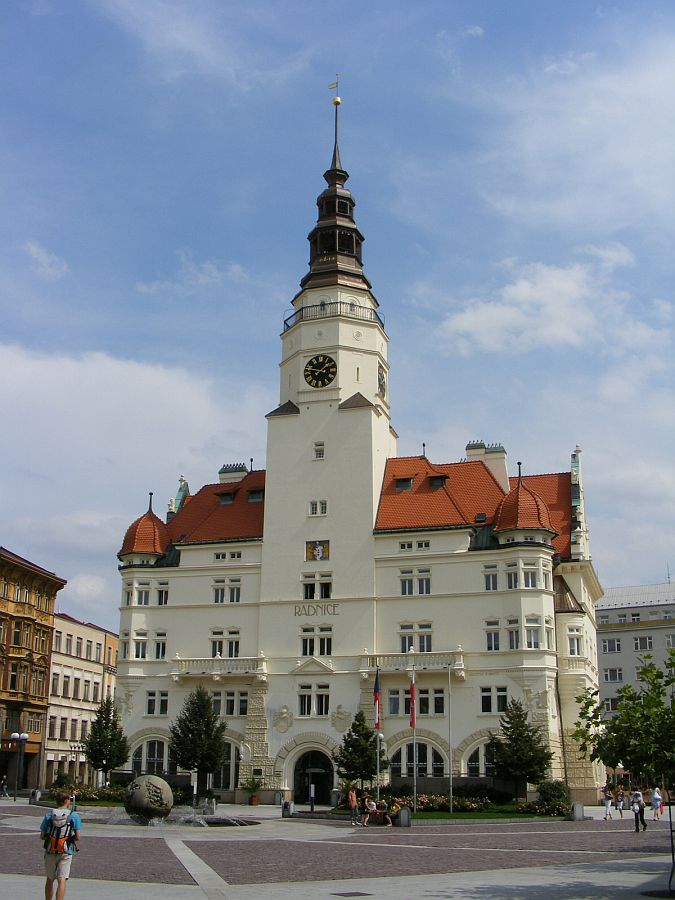
Městská radnice s věží Hláska

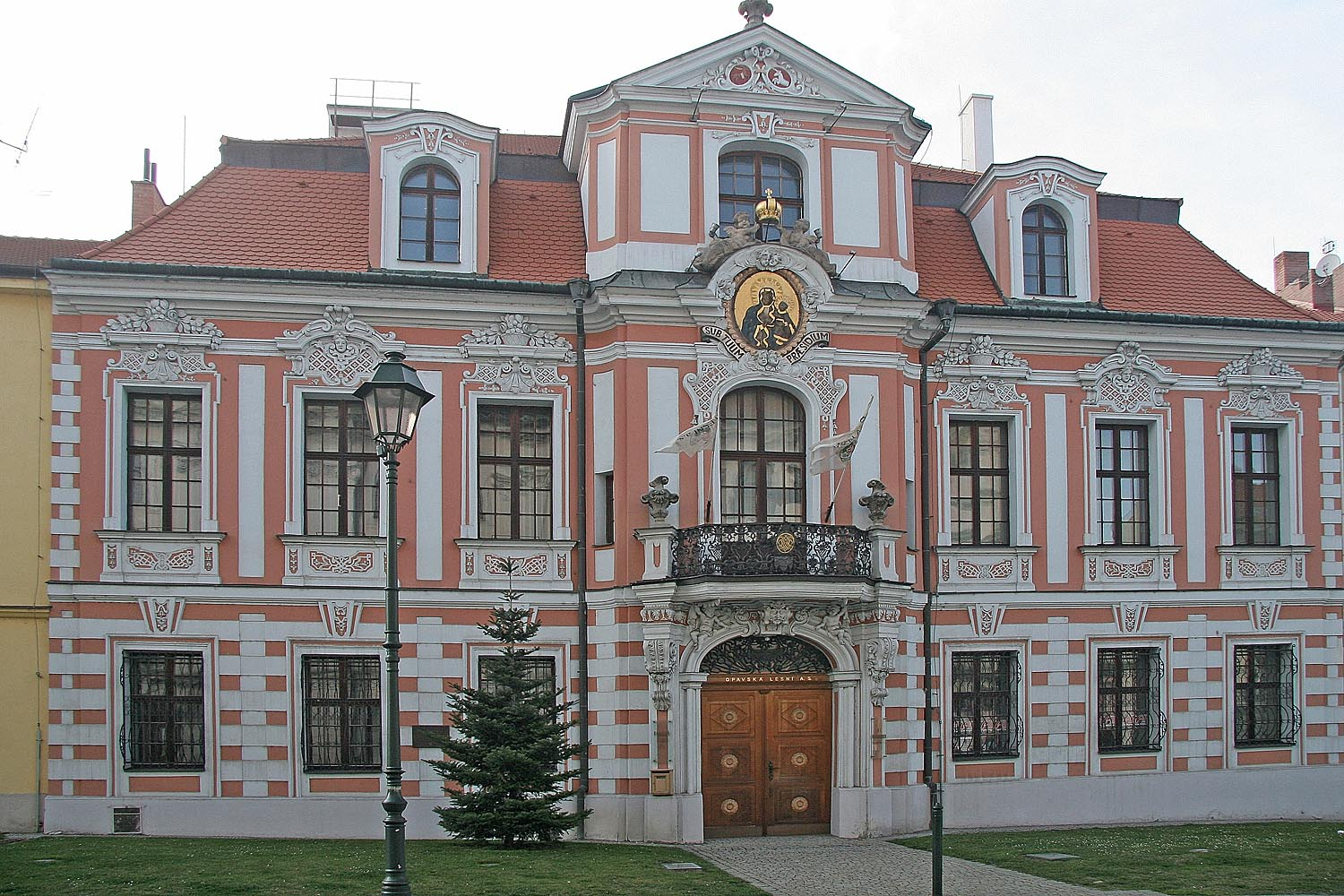
Sobkův palác

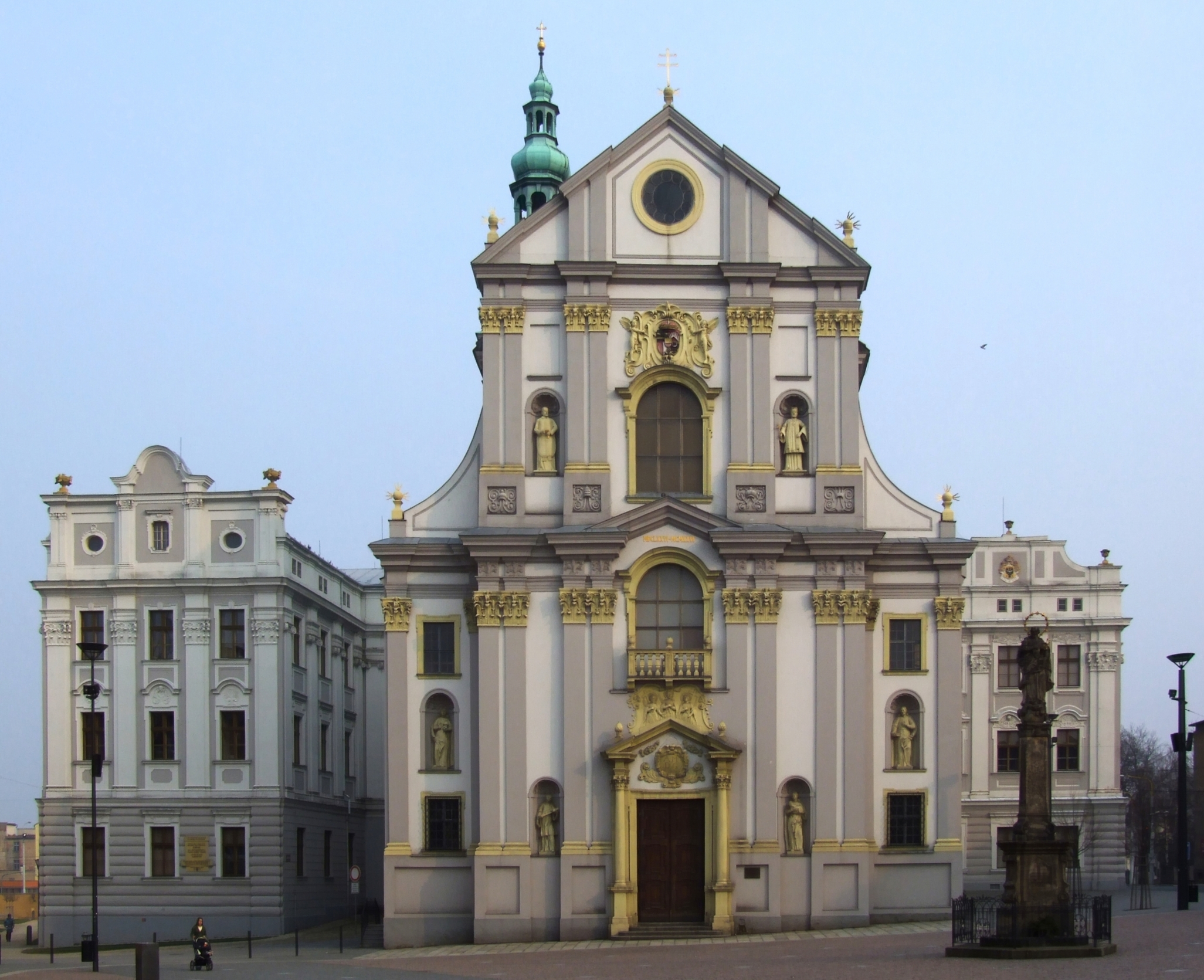
Kostel svatého Vojtěcha

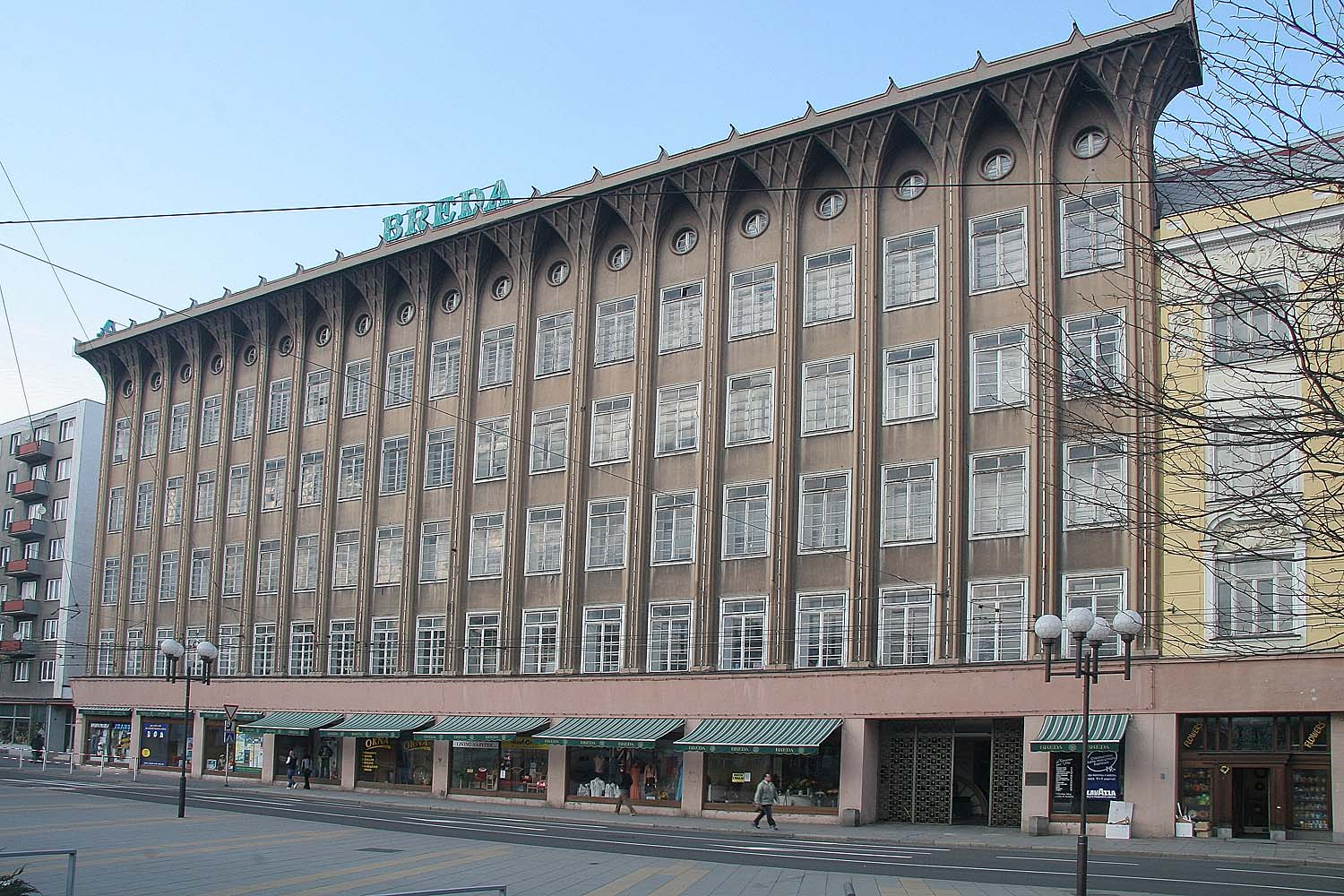
Obchodní dům Breda

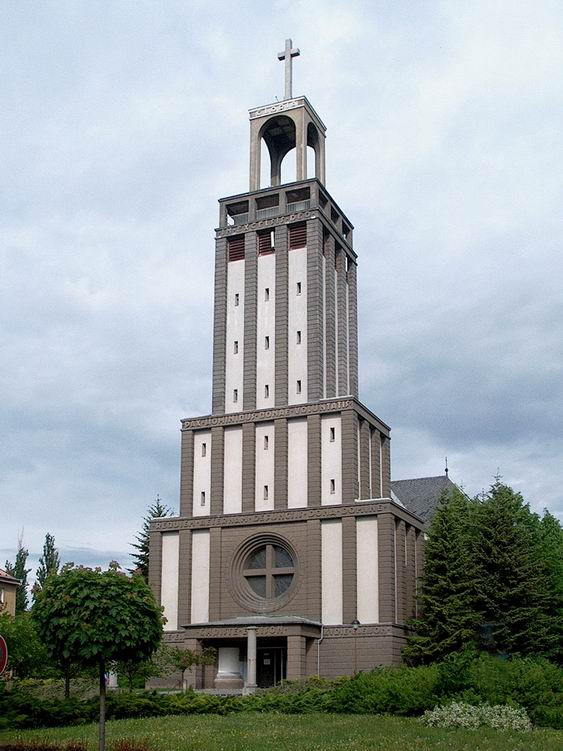
Kostel svaté Hedviky

#### Gotika
- Farní kostel a konkatedrála Nanebevzetí Panny Marie (ostravsko-opavská diecéze)
- Kaple svatého Kříže, národní kulturní památka – tzv. Švédská kaple (Kateřinky)
- Kostel svatého Ducha s částí minoritského kláštera
- Dominikánský kostel svatého Václava
- Kostel svaté Kateřiny (Kateřinky)
- Kostel svaté Alžběty
- Johanitský kostel svatého Jana Křtitele
- Kostel Nejsvětější Trojice
- Kostel svatého Petra a Pavla (Jaktař)

#### Renesance
- Městská věž Hláska
- Dům U Bílého koníčka
- Dům Boží koutek
- Dům U Zavřené brány
- Další měšťanské domy

#### Baroko
- Sobkův palác
- Blücherův palác
- Kostel svatého Vojtěcha (svaté Jiří) s jezuitskou kolejí
- Mariánský sloup
- Müllerův dům
- Dům U Mouřenína
- Filipkův dvůr
- Františkánský klášter
- Průčelí kostela svatého Ducha a minoritský klášter
- Přestavba dominikánského kostela svatého Václava a přilehlého kláštera
- Další přestavby a úpravy starších kostelů

#### 19. století
- Palác Razumovských
- Evangelický kostel
- Klášter klarisek (palác zemské vlády, dnes Slezská univerzita)
- Dívčí škola Řádu německých rytířů
- Slezské zemské muzeum – bylo založeno v roce 1814, nejstarší muzeum v ČR
- Slezské divadlo – základní kámen Zemského divadla v Opavě byl položen 1. května 1804
- Janottova vila

#### Počátek 20. století
- Městský dům kultury Petra Bezruče (Obchodní a živnostenská komora)
- Spořitelna
- Budova bývalého Zemského finančního ředitelství
- Budova bývalého Zemského ředitelství pošt a telegrafů (dnes Slezská univerzita)
- Budova bývalé Státní banky
- Jubilejní Schillerova škola
- Marianum – Ústav kongregace Dcer božské lásky[pozn. 1]
- Kaple Povýšení svatého Kříže
- Vila Soví Hrádek
- Hatschkova vila

#### Moderní architektura
- Obchodní dům Breda-Weinstein
- Kostel svaté Hedviky
- Špalíček
- Lassmannova vila
- Dům MUDr. Martínka (Kateřinky, architekt Lubomír Šlapeta)
- Vila Dr. Radima Hesse (architekti Čestmír a Lubomír Šlapeta)
- Městské koupaliště

### Školy v Opavě
Opava jako kulturní centrum Slezska obsahuje vysoký počet vzdělávacích institutů. Nachází se zde střední školy snad pro každé zaměření, dvě gymnázia, učiliště a Slezská univerzita. Následující seznam ukazuje jejich neúplný výčet:

#### Základní školství
- Základní škola Edvarda Beneše s rozšířenou výukou jazyků a tělesné výchovy (hokej)
- Základní škola Ilji Hurníka s rozšířenou výukou hudební výchovy
- Základní škola Englišova s rozšířenou výukou sportu
- Základní škola Mírová
- Základní škola Mařádkova
- Základní škola a Mateřská škola, Šrámkova 4
- Základní škola T. G. Masaryka s rozšířenou výukou výtvarné výchovy
- Základní škola Opava-Kylešovice s rozšířenou výukou tělesné výchovy (fotbal) a informatiky
- Základní škola Boženy Němcové
- Základní škola Otická s rozšířenou výukou matematiky a přírodovědných předmětů
- Základní škola Vrchní
- Základní škola Šrámkova se speciálními počítačovými třídami
- Církevní základní škola svaté Ludmily v Hradci nad Moravicí – odloučené pracoviště Slavkovská 2, Opava-Jaktař
- Základní umělecká škola Opava se zaměřením na hudbu, tanec, divadlo a výtvarné umění

#### Střední školství
- Církevní konzervatoř Opava (kombinuje SŠ a VOŠ)
- Mendelovo gymnázium
- Slezské gymnázium
- Střední škola průmyslová a umělecká Opava
- Střední průmyslová škola stavební
- Střední zdravotnická škola
- Masarykova střední škola zemědělská a přírodovědná, Opava, příspěvková organizace[25]
- Obchodní akademie
- Střední odborná škola poštovní
- Střední škola technická
- Střední odborné učiliště stavební
- Střední škola hotelová
- Soukromá střední škola podnikatelská
- Soukromá obchodní akademie

#### Vyšší odborné školství
- Církevní konzervatoř Opava (kombinuje SŠ a VOŠ)
- Vyšší odborná škola a Hotelová škola
- Masarykova střední škola zemědělská a Vyšší odborná škola

#### Vysoké školství
První vyšší školou v Opavě byla jezuitská kolej, založená v 17. století, která stala základem německého opavského gymnázia. V roce 1870 došlo k prvnímu neúspěšnému pokusu o založení univerzity, avšak až po druhé světové válce byla zahájena zásadní jednání o Slezské univerzitě. Z původních snah se ale podařilo roku 1953 realizovat pouze Vyšší pedagogickou školu, která se navíc v roce 1959 přemístila do Ostravy, kde z ní postupně vznikla Pedagogická fakulta, základ pozdější Ostravské univerzity (přírodovědné obory se nicméně ještě v 60. letech vyučovaly v Opavě).
Teprve po sametové revoluci byly dány podmínky proto, aby i v Opavě vznikla samostatná vysoká škola. Právním nositelem příprav vzniku Slezské univerzity se stala Masarykova univerzita v Brně, která k roku 1990 zřídila filozoficko-přírodovědeckou fakultu v Opavě a obchodně podnikatelskou fakultu v Karviné. Z nich pak na základě zákona České národní rady ze dne 9. července 1991 vznikla Slezská univerzita jako jedna z pěti nově zřízených českých univerzit. Ve městě sídlí její rektorát, filozoficko-přírodovědecká fakulta, fakulta veřejných politik a matematický ústav.

### Pravidelné kulturní festivaly

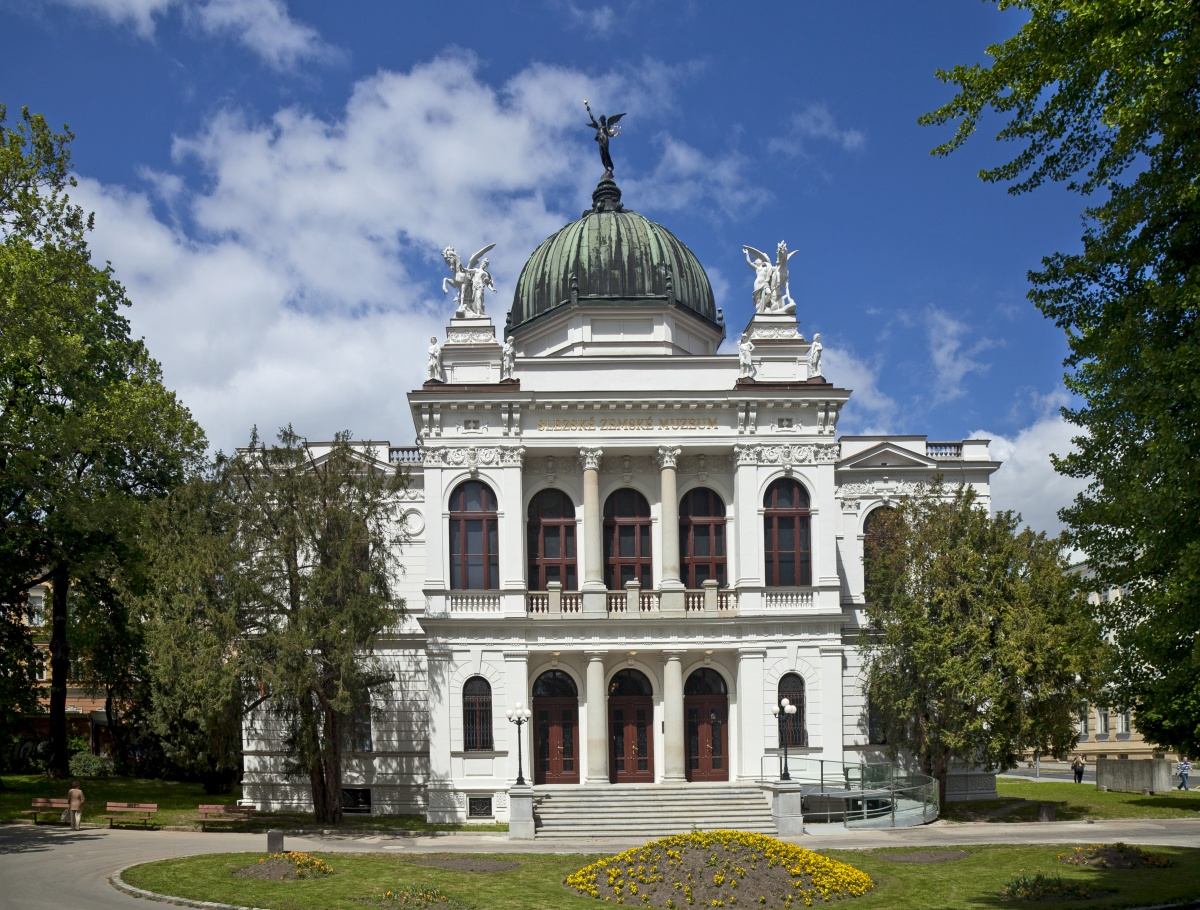
Slezské zemské muzeum

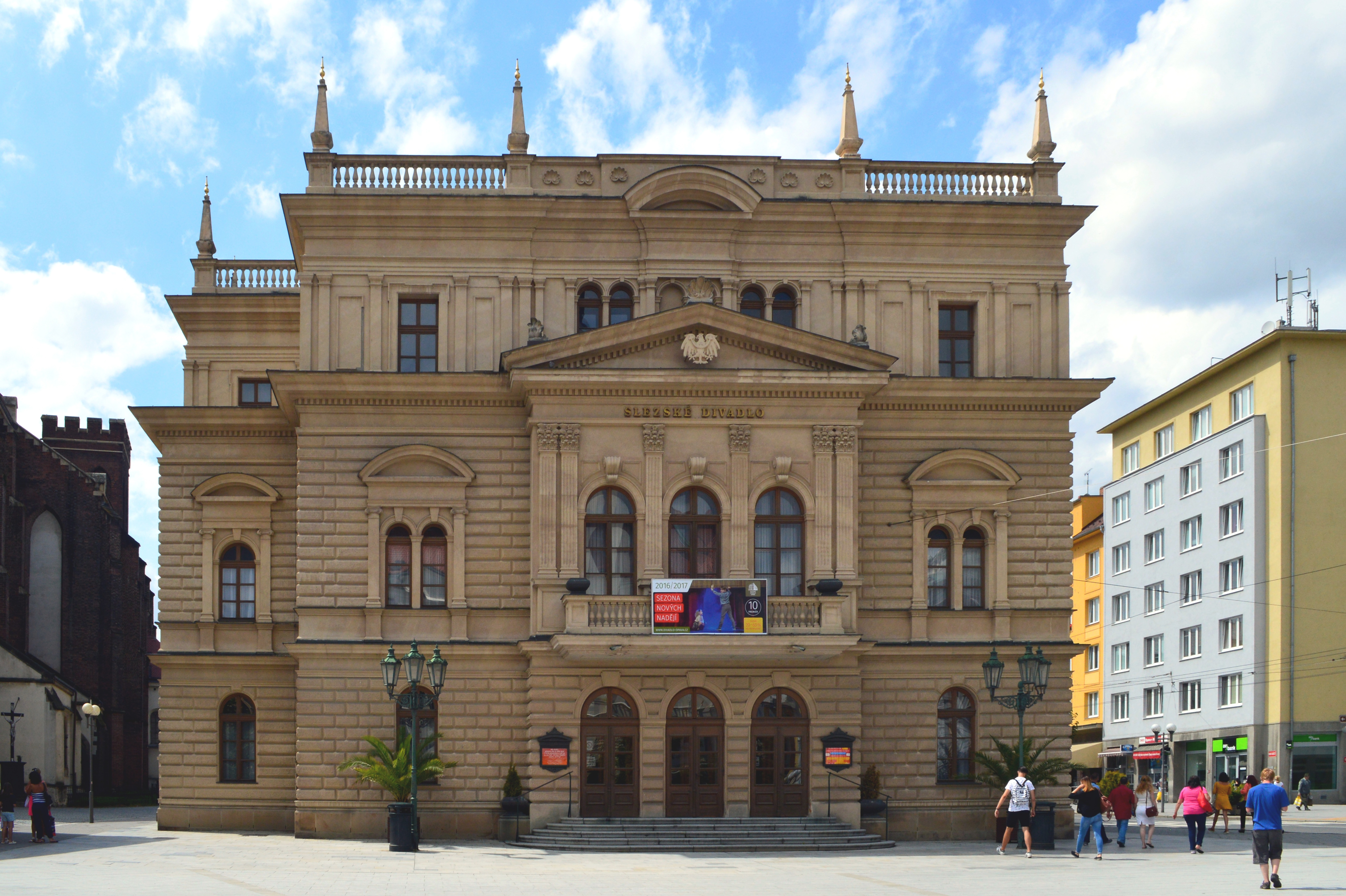
Slezské divadlo Opava

- Bezručova Opava – Výtvarné, literární, filmové, hudební umění
- Opava Cantat – Soutěžní festival pěveckých sborů
- Altrock – Hudební festival skupin z Opavy a okolí
- Další břehy
- Opavský páv – Mezinárodní festival studentských filmů

### Hudba

#### Pěvecké sbory
- Pěvecké sdružení slezských učitelek
- Pěvecký sbor Křížkovský v Opavě
- Domino
- Jeřabinka
- Luscinia
- Sbor Studánka (ZŠ Mařádkova, prac. Krnovská)

#### Hudební skupiny
Mezi významnější hudební tělesa patří:
- Opavský studentský orchestr
- Expedice Apalucha
- KOFE-IN
- Sonyk bel
- EvJazz
- Phoibos
- Bardo Thödol
- Ladě
- Psychonaut

### Pověsti
Zvon z kostela v Jaktaři, největší zvon na Opavsku, byl nalezen na louce. Na místě nejprve ryla svině a potom kanec, až se pasákům ukázal okraj zakopaného zvonu. Zvon prý při zvonění vyvolává svůj původ: „Sviňa ryla, nevyryla, kanec ryl, ten vyryl!“

### Média
Momentálně[kdy?] vychází v Opavě každý den lokální Opavský a Hlučínský deník. Kromě toho vychází ve městě týdeníky Region, Region Opavsko a 5+2 Opava. Magistrát vydává každý měsíc měsíčník Hláska.[zdroj?]

## Sport

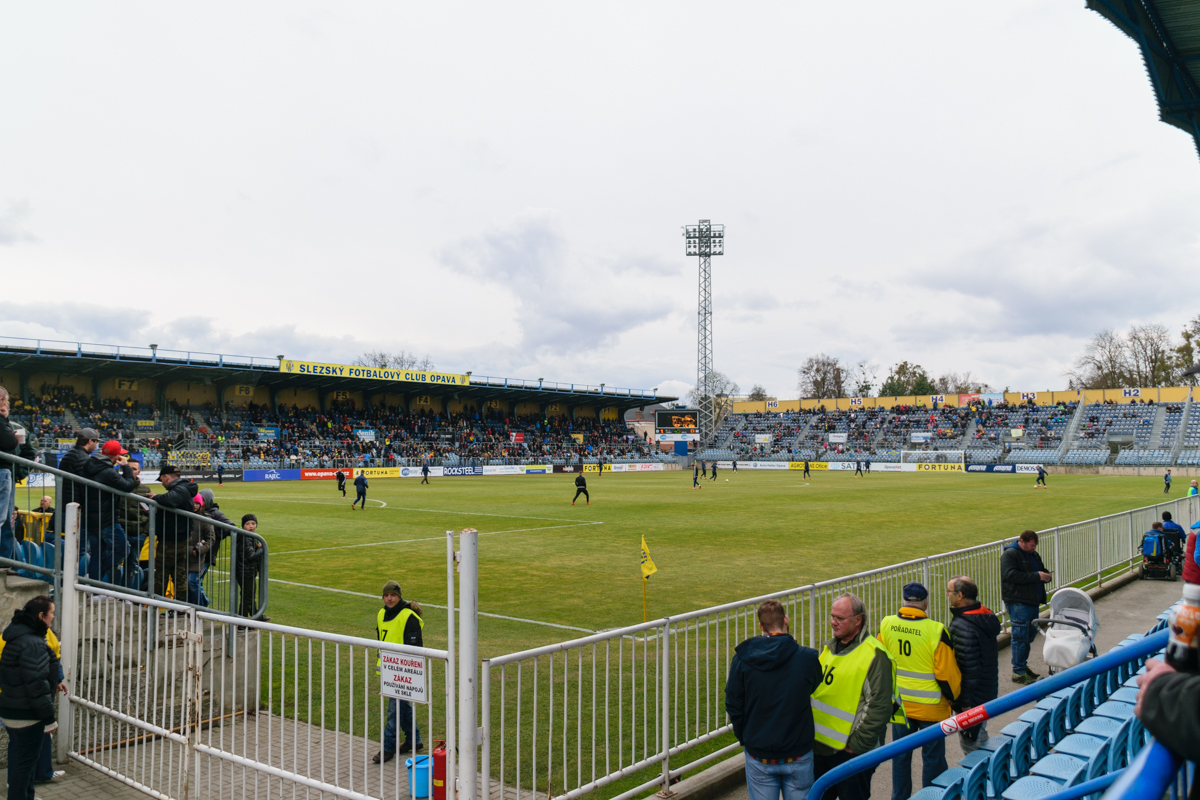
Stadion v Městských sadech

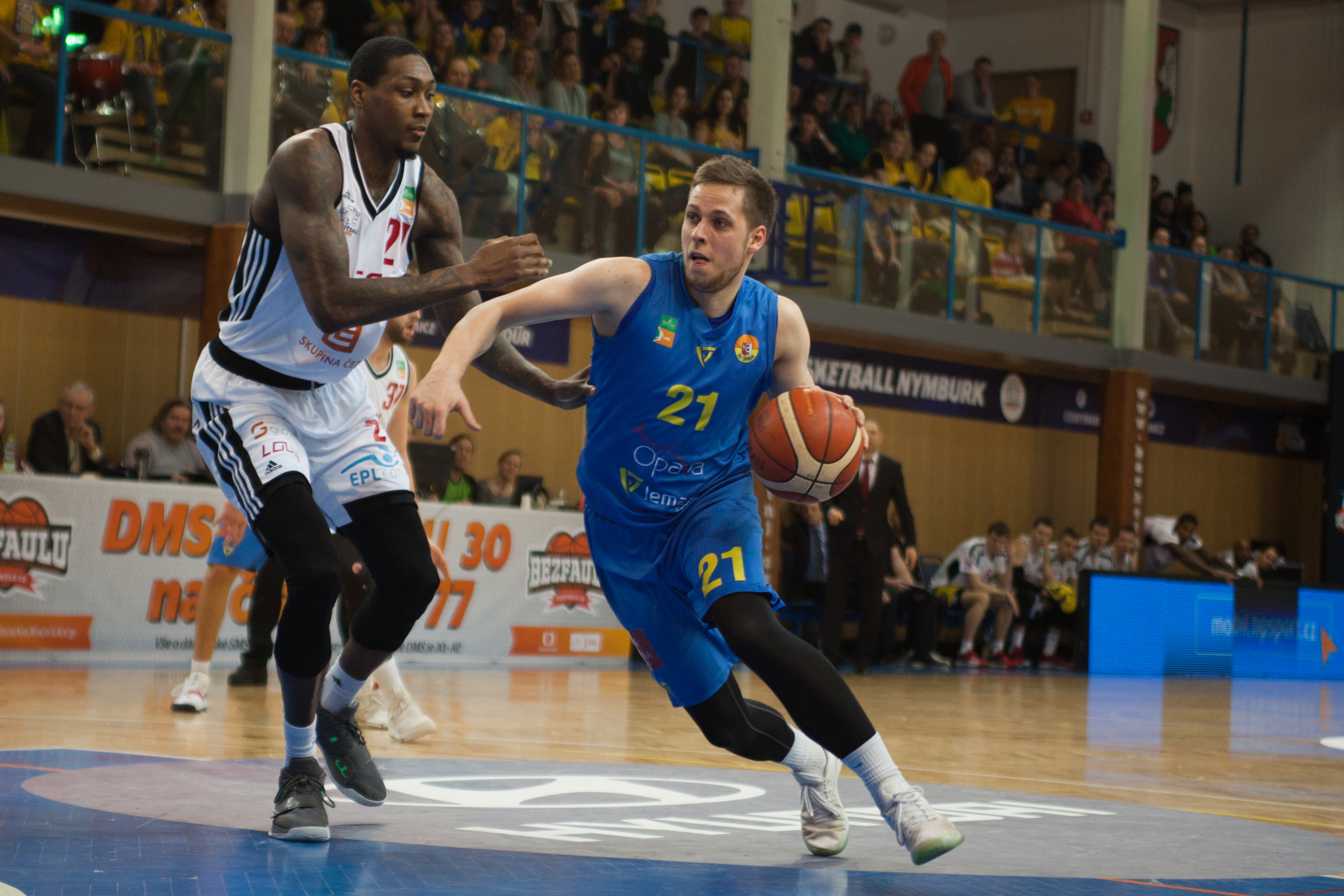
Basketbalisté Opavy ve finále českého poháru 2019

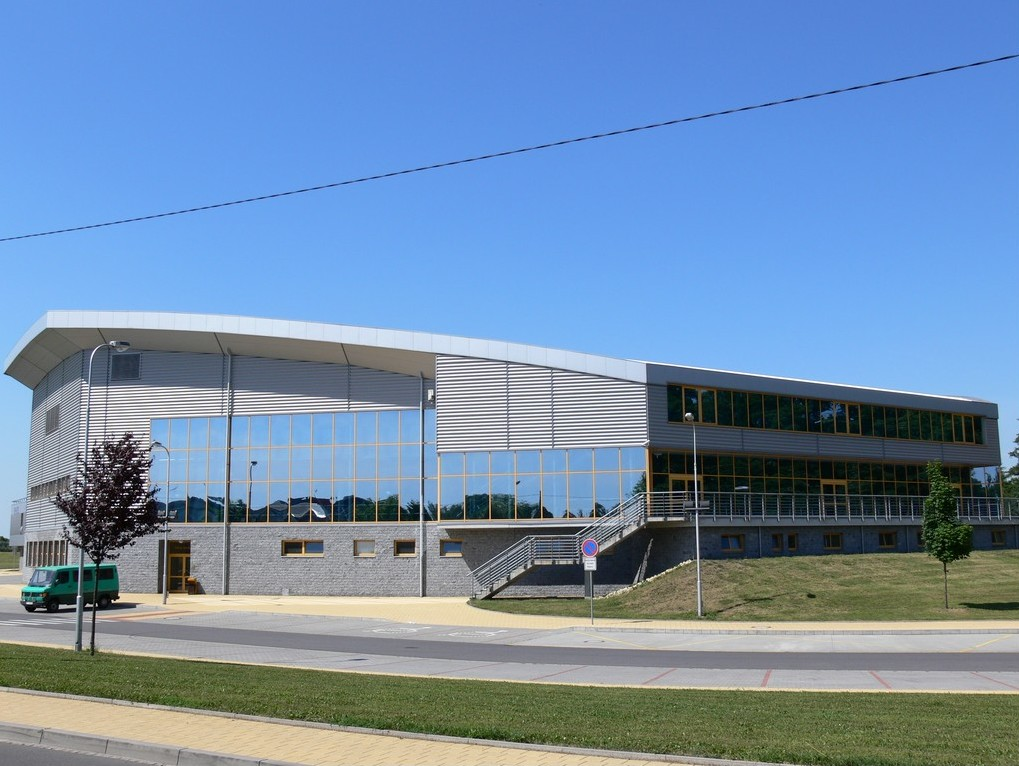
V Hale Opava hrají basketbalisté

V Opavě působí fotbalový klub Slezský FC Opava. V sezóně 1995/96 se prvně v historii probojoval do české nejvyšší soutěže. Od té doby tam odehrál jedenáct sezón, přičemž nejvíce se mu dařilo hned v té úvodní, kdy obsadil celkové šesté místo. Díky tomu si zahrál Pohár Intertoto 1996. V současnosti působí v druhé nejvyšší soutěži. Své domácí zápasy sehrává na stadionu v Městských sadech s kapacitou 7550 diváků. Ke známým fotbalistům, kteří oblékali modro-žlutý opavský dres, patří Alois Grussmann, Zdeněk Pospěch, Edvard Lasota, Jan Nezmar, Michal Horňák, Martin Kotůlek, Petr Švancara nebo Libor Kozák.[zdroj?]
Basketbalový BK Opava, který hraje nejvyšší basketbalovou ligu, je nejúspěšnějším sportovním oddílem ve městě. Má na svém kontě již pět mistrovských titulů (1996/97, 1997/98, 2001/02, 2002/03, 2022/23). Vzestup opavské košíkové byl raketový, klub získal první titul hned při svém prvém startu v nejvyšší soutěži. Od té doby ji opustil jen na tři sezóny. Své domácí zápasy odehrává v hale Opava s kapacitou 3006 diváků. Patří k nejmodernějším v NBL, základní kámen k výstavbě byl položen 4. července 2002 a již 26. září 2003 byla nová hala otevřena. Původně se o ní basketbalisté dělili s extraligovým volejbalovým klubem VK Opava,[zdroj?] avšak majitel klubu po neshodách s městem prodal v roce 2009 prvoligovou licenci klubu ČZU Praha.
Hokejový HC Slezan Opava hraje třetí nejvyšší hokejovou soutěž. Sídlí na zimním stadionu Opava s kapacitou 6000 diváků. V roce 1956 byl teprve třetím zastřešeným stadionem v republice. V roce 2022 už stadion dosluhoval, proto byla zahájena jeho zásadní přestavba, která měla být dokončena v roce 2024. Mezi českou elitu se Opavané prvně podívali již v ročníku 1951/52. Za existence Československa v ní pobyli čtyři sezóny. V éře samostatného Česka si klub vybojoval tři extraligové sezóny (1996/97, 1997/98, 1998/99). Ve všech se jeho osudem stala baráž o udržení a ve třetím případě již klub extraligovou příslušnost neudržel. Již před válkou strávil dva ročníky v nejvyšší československé soutěži německý klub Troppauer EV (1936/37, 1937/38). V roce 1931 dokonce získal stříbro v předligovém Mistrovství Československa.[zdroj?]
V Opavě se nachází také florbalový klub S.K. P.E.M.A. Opava, jehož mužský A tým měl od sezóny 2023/2024 hrát 1. florbalovou ligu mužů (druhá nejvyšší soutěž), do které postoupil v roce 2023, kdy porazil v baráži Brněnský tým Troopers 3-2 na zápasy.

## Osobnosti
- Martin z Opavy († 1279), významný kronikář 13. století (taky zvaný Polonus)
- Jan z Opavy, písař a iluminátor 14. století
- Amand Polan z Polansdorfu (1561–1610), kalvínský teolog
- Jeroným Hirnhaim (1637–1679), teolog, opat Strahovského kláštera
- Jan Kozánek (1819–1890), slezský advokát a novinář
- Olivier de Bacquehem (1847–1917), rakousko-uherský státní úředník a politik
- Johann Palisa (1848–1925), česko-rakouský astronom
- Alois Šebela (1880–1942), český římskokatolický kněz, středoškolský pedagog, vikář, čestný kanovník, vlastenec.
- Moritz von Auffenberg (1852–1928), rakousko-uherský generál a politik
- Johann Paul Karplus (1866–1936), rakouský neurolog a psychiatr židovského původu
- Petr Bezruč (původním jménem Vladimír Vašek; 1867–1958), slezský básník
- Joseph Maria Olbrich (1867–1908), česko-rakouský architekt a malíř
- Friedrich Hartmann (1876–1945), stavař, rektor Vídeňské technické univerzity
- Lucie Weidtová (1876–1940), sopranistka, známá svými rolemi v operách Richarda Wagnera
- Sophie Lazarsfeldová (roz. Munková, 1881–1976), rakousko-americká psychoterapeutka a spisovatelka
- Erna Raabeová (1882–1938), malířka a grafička
- Joža David (1884–1968), český politik, poslanec Národního shromáždění
- Paul Hatschek (1888–1944), vynálezce a protinacistický odbojář
- Jaroslav Konečný (1891–1943), československý legionář a protinacistický odbojář
- Wanda Hankeová (1893–1958), lékařka a etnoložka
- Leo Haas (1901–1983), malíř
- Walter Seidl (1905–1937), slezský, německy píšící spisovatel
- Josef Böhm (1907–1993), český geodet a kartograf
- Joy Adamsonová (původním jménem Friederika Viktorie Gessner; 1910–1980), rakouská přírodovědkyně a spisovatelka
- Pavel Eckstein (1911–2000), muzikolog, hudební kritik a dramaturg
- Susan Groagová Bellová (1926–2015), historička
- Gottfried Konecny (1930-2024), vysokoškolský profesor[31], průkopník fotogrammetrie
- Boris Rösner (1951–2006), divadelní a filmový herec
- Eduard Janota (1952–2011), ministr financí v úřednické vládě Jana Fischera
- Jaroslav Netolička (* 1954), bývalý fotbalový brankář
- Stanislav Bernard (* 1955), podnikatel v oblasti pivovarnictví, zakládající člen NFPK
- Pavel Složil (* 1955), bývalý tenista a tenisový trenér
- Ivana Dombková (* 1965), architektka
- Bohdan Sláma (* 1967), filmový režisér
- Marek Stoniš (* 1967), novinář
- David Moravec (* 1973), hokejista
- Renata Berková-Najserová (* 1975), triatlonistka, olympionička a trojnásobná mistryně republiky v triatlonu
- Kamil Mrůzek (* 1977), sjezdař na divoké vodě, jedenáctinásobný mistr světa
- Nataša Novotná (* 1977), tanečnice a choreografka
- Zdeněk Pospěch (* 1978), fotbalista hrající za fotbalový klub SFC Opava, český reprezentant
- Zbyněk Pospěch (* 1982), fotbalista hrající za fotbalový klub SFC Opava
- Jakub Přibyl (*1983), sommelier, trojnásobný mistr ČR, 4. místo na "The Best Sommelier of Europe & Africa 2021"
- Dominik Beneš (* 1986), operní režisér
- Lukáš Vondráček (* 1986), klavírista
- Jakub Holuša (* 1988), atlet, běžec
- Libor Kozák (* 1989), fotbalista, český reprezentant a útočník Aston Villa FC
- Marek Šindler (* 1992), kanoista, olympionik
- Radek Faksa (* 1994), hokejista, reprezentant ČR v ledním hokeji
- Jan Štencel (* 1995), hokejista
- Ondřej Gillig (* 1976), kytarista, pedagog

## Partnerská města
- Ratiboř, Polsko
- Roth, Německo
- Liptovský Mikuláš, Slovensko
- Żywiec, Polsko
- Kearney, Spojené státy americké
- Zugló, Maďarsko

V minulosti:
- Kamyšin, SSSR
- Preveza, Řecko
- Delft, Nizozemsko
- Holstebro, Dánsko
- Poysdorf, Rakousko
- Esteli, Nikaragua